# Marea Aventură Lego 2
Marea Aventură Lego 2 (titlu original: The Lego Movie 2: The Second Part) este un film de animație din anul 2019 în regia lui Mike Mitchell. Este continuarea filmului Marea Aventură Lego (2014).